# Station Seroki
Station Seroki is een spoorwegstation in de Poolse plaats Seroki-Parcela, gemeente Teresin.